# Heliotropioideae
Die Heliotropioideae sind eine Unterfamilie innerhalb der Familie der Raublattgewächse (Boraginaceae). Bei manchen Autoren hat sie auch den Rang einer Familie Heliotropiaceae Schrader. 
Diese Unterfamilie enthält etwa acht Gattungen mit 450 Arten und ist weltweit vertreten, von den Gemäßigten Breiten bis in die Tropen. 

## Beschreibung
Es sind ein- bis mehrjährige krautige Pflanzen, Halbsträucher, Sträucher, Bäume oder selten Lianen.
Der Name Raublattgewächse deutet auf die charakteristische Behaarung der Blätter und Stängel hin, die viele der mitteleuropäischen Arten haben. Die meist wechselständigen Laubblätter sind einfach und ganzrandig. Nebenblätter sind keine vorhanden.
Die Blüten sitzen in zymösen Blütenständen oder stehen bei einigen Heliotropium-Arten einzeln.
Die meist zwittrigen Blüten sind radiärsymmetrisch und meist fünfzählig. Einige Heliotropium-Arten sind zweihäusig getrenntgeschlechtig (diözisch). Die Kelchblätter (Sepalen) sind am Grunde und die Kronblätter (Petalen) sind völlig miteinander verwachsen und bilden röhren- oder stieltellerförmige Blüten. Es ist nur ein Kreis mit meist fünf fertilen Staubblättern vorhanden (tetrazyklische Blüte). Die Staubblätter sind mit den Kronblättern verwachsen und setzen meist auf halber Kronblattlänge an. Die meist zwei Fruchtblätter bilden den oberständigen Fruchtknoten. Im Gegensatz zu allen anderen Raublattgewächsen steht hier der Griffel endständig auf dem Fruchtknoten und endet in einem charakteristischen, nur in dieser Unterfamilie vorkommenden Griffel-/Narbenkomplex. Hier werden als Ausnahme in der Familie der Boraginaceae Steinfrüchte mit vier einsamigen Kernen gebildet, aber einige Taxa haben auch Klausen wie in der ganzen Familie üblich.

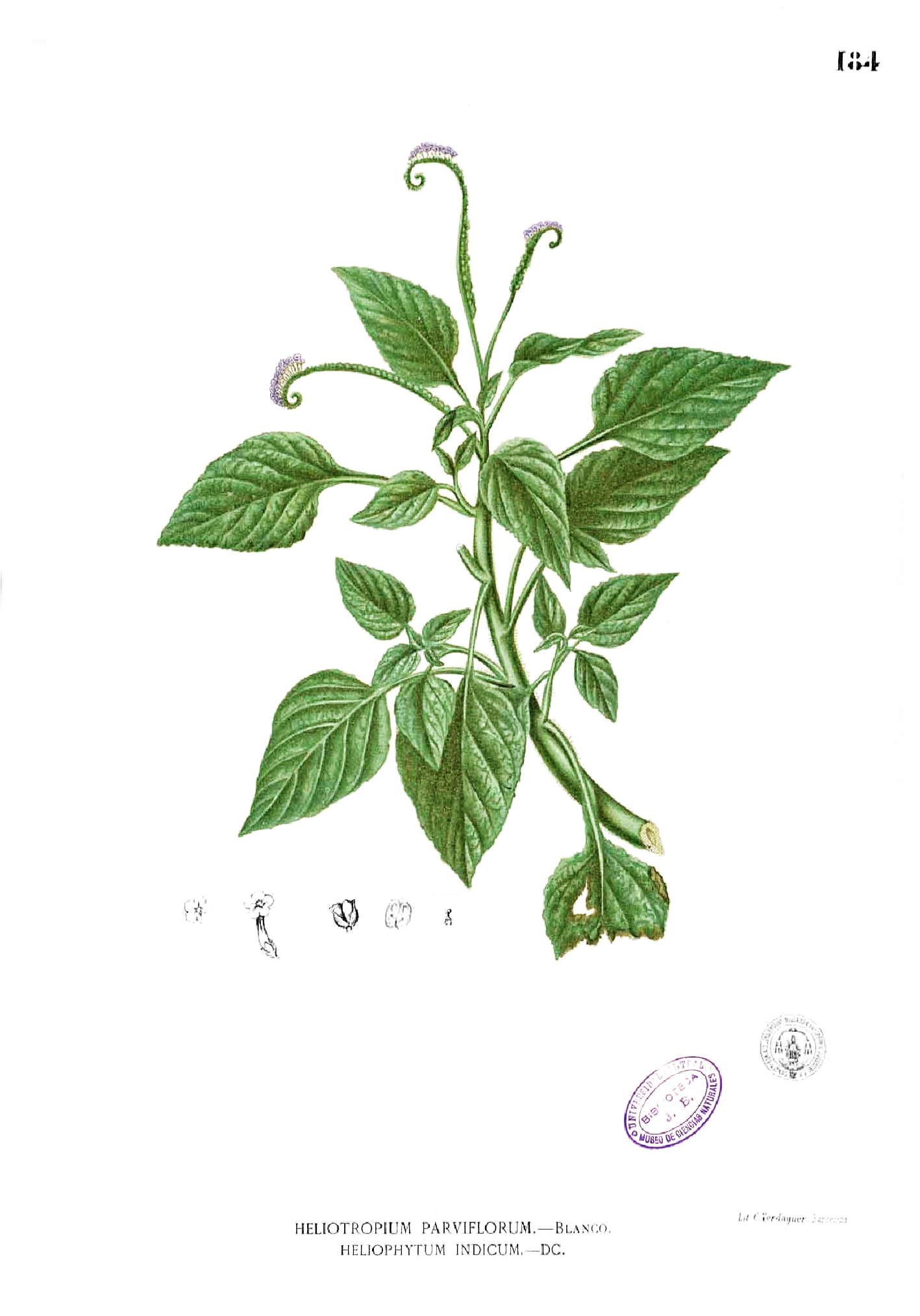
Heliotropium indicum, Illustration.

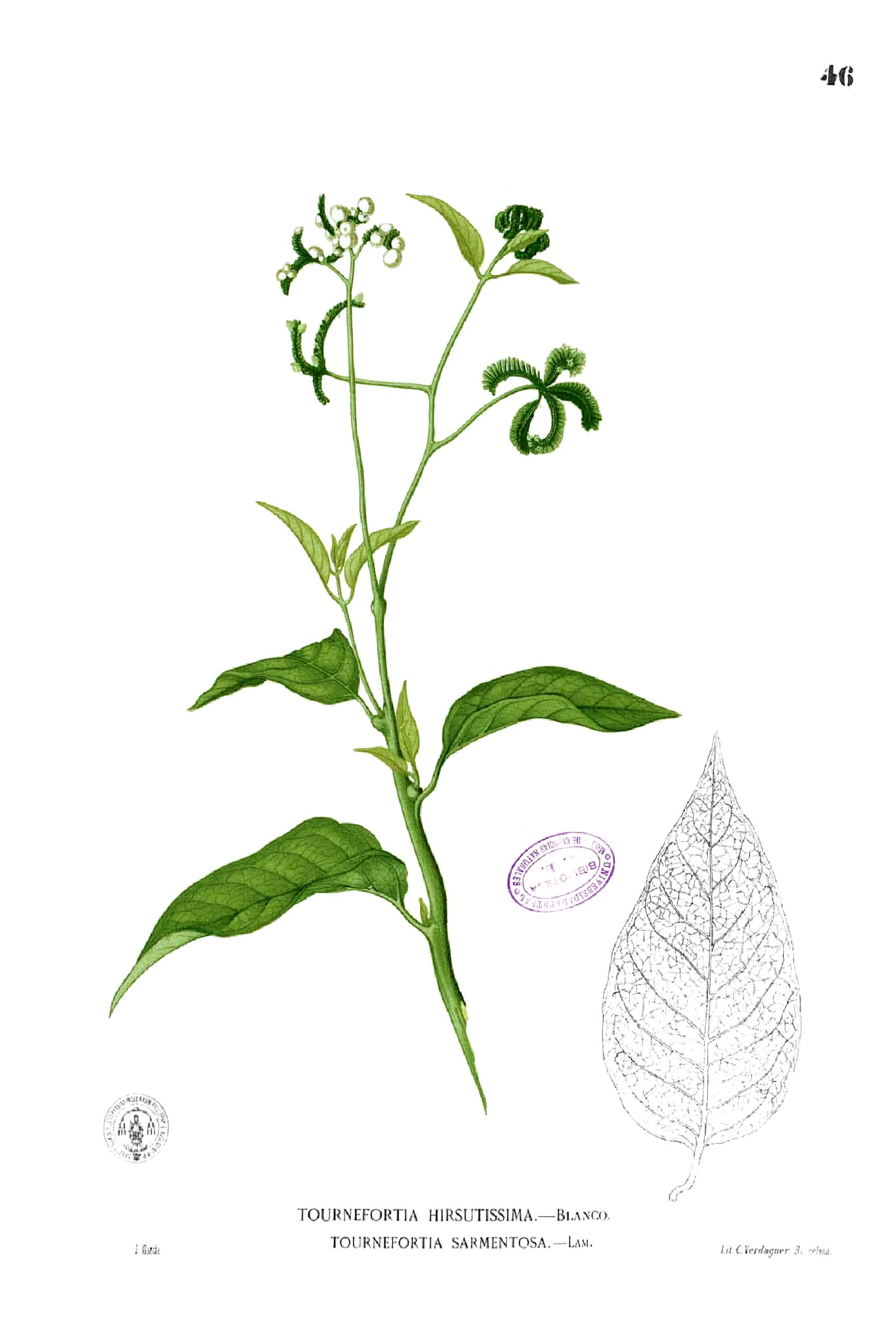
Tournefortia sarmentosa, Illustration.

## Systematik und Verbreitung
Beheimatet sind sie weltweit in den Tropen bis in die warmen gemäßigten Breiten.
Die Unterfamilie der Heliotropioideae enthält vier bis acht Gattungen mit 405 bis 450 Arten:
- Argusia Böhm: Die zwei bis drei Arten sind in Zentralasien verbreitet. Es sind mehrjährige krautige Pflanzen die Klausen bilden.
- Ceballosia Kunkel: Sie enthält nur eine Art:
  - Ceballosia fruticosa (L. f. ex G.Kunkel) G.Kunkel ex Förther: Dieser Strauch ist in Makaronesien verbreitet. Er bildet Klausen.
- Sonnenwenden (Heliotropium L.): Die 250 bis 300 Arten in 19 Sektionen sind fast weltweit verbreitet und bilden Klausen.
- Hilgeria Förther: Die nur drei Arten kommen auf den Karibischen Inseln vor. Es sind krautige Pflanzen, die Klausen bilden.
- Ixorhea Fenzl: Sie enthält nur eine Art:
  - Ixorhea tschudiana Fenzl: Dieser Strauch gedeiht nur in der argentinischen Provinz Salta und bildet große, geflügelte Klausen.
- Nogalia Verdc.: Sie enthält nur eine Art:
  - Nogalia drepanophylla (Baker) Verdc.: Die Heimat ist Somalia und das südwestliche Arabien. Es ist eine sukkulente Pflanze und bildet Steinfrüchte.
- Schleidenia Endl.: Die sechs bis acht Arten sind in Mittel- und Südamerika, in der Karibik in Afrika, Madagaskar und Indien verbreitet. Es sind krautige Pflanzen mit einzeln stehenden Blüten, die Steinfrüchte bilden.
- Tournefortia L.: Die etwa 150 Arten sind pantropisch verbreitet. Es sind kleine Bäume oder Lianen, die Steinfrüchte bilden.